# Frisur

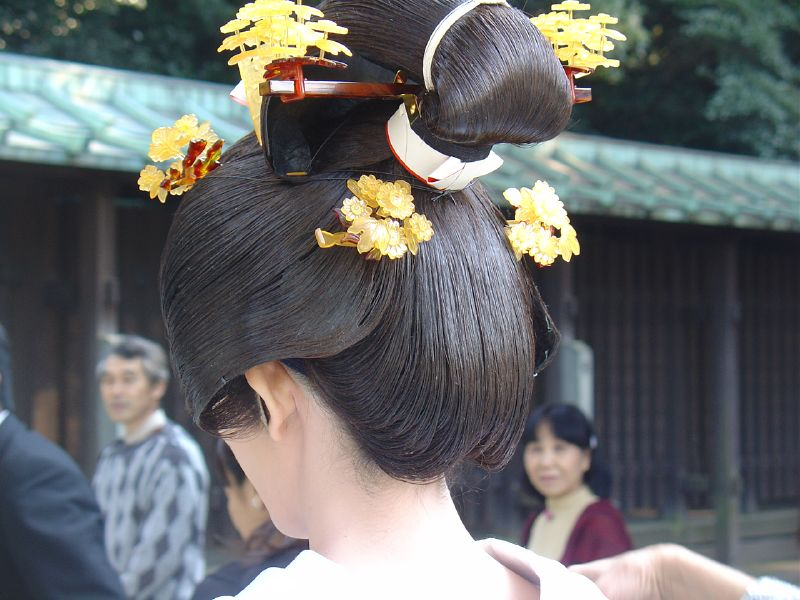
Traditionelle Frisur einer japanischen Braut

Frisur oder Haartracht bezeichnet die Art und Weise, wie das Haupthaar getragen wird. Prinzipiell kann jedes Haar, ob menschlich oder tierisch, wenn es nicht zu hart ist, frisiert werden. Bei der Gestaltung des menschlichen Kopfhaares wird der größte Aufwand betrieben, es haben sich verschiedene Frisiertechniken etabliert.

## Haarmoden
Der Frisur wird in vielen Kulturen eine große Bedeutung beigemessen. Gelegentlich wird es zum Problem für Menschen, die bei Schwierigkeiten mit dem Kopfhaar (beispielsweise wegen einer natürlichen Glatze oder infolge einer Chemotherapie) das Haar nicht auf die gewünschte oder von der Gesellschaft erwartete Weise tragen können. Dies empfinden Frauen stärker als Männer. Der Mangel an Haar kann durch Kopfbedeckungen wie Perücken und Toupets, Überkämmen oder Haartransplantation kaschiert werden.
Viele Zeiten und Kulturen haben eigene Haarmoden hervorgebracht, sei es als Ausdruck einer (elitären) sozialen Gruppe oder als Zeichen eines mehr oder weniger stark ausgeprägten Nonkonformismus.
Zum Beispiel war im 18. Jahrhundert der preußische Soldatenzopf vorgeschrieben, obwohl er hinderlich war. Nach der französischen Revolution wurde der an Männerperücken getragene Zopf als rückständig wahrgenommen. In der chinesischen Revolution von 1911 wurde die seit der Qing-Dynastie allgemein verbreitete übliche Zopf-Männerfrisur als Relikt der Kaiserzeit nicht mehr durch das Gesetz vorgeschrieben.
Seit langem ist zu beobachten, dass einige Künstler und Personen des öffentlichen Lebens sich durch besondere Frisuren „von der Masse abheben“, oder dass bestimmte Frisuren eines ihrer „Markenzeichen“ sind. Bekannte Beispiele sind Franz Liszt (der besonders lange Haare trug), Elvis Presley, die Beatles, die Leningrad Cowboys (deren Frisur eine Parodie auf Elvis Presley sein soll). Die Mitglieder der US-amerikanischen Hard-Rock-Band Kiss traten von 1973 bis 1983 nur geschminkt und mit markanten Frisuren in der Öffentlichkeit auf.
Je nach Anspruch und Situation kann das Formen einer Frisur bis zu einer Stunde oder länger dauern, was den Träger meist dazu veranlasst, seine Frisur vor widrigem Wetter wie Regen oder Sturm sowie vor Berührung durch andere zu schützen. Um (kurzfristig) einer bestimmten Mode zu entsprechen, werden auch gerne Perücken verwendet, so im Barock oder in der englischen Gerichtsbarkeit. In Irland wurde diese seit 1660 bestehende Tradition 2011 abgeschafft.

## Geschichte der Frisuren

### Altes Ägypten (3150–332 v. Chr.)

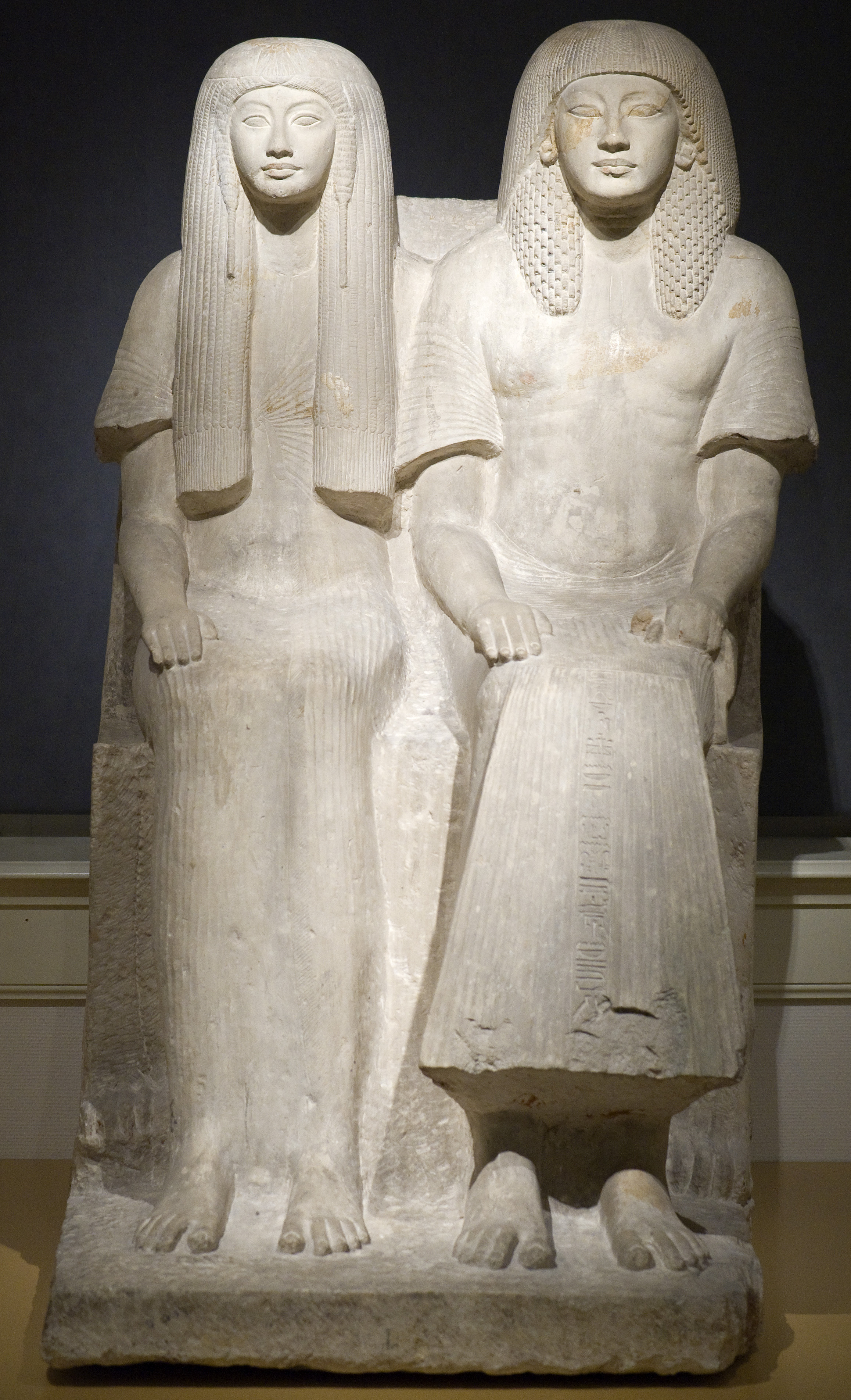
Beispiele für altägyptische Langhaar-Frisuren (lange und kurze dreigeteilte Frisur, die kurze des Mannes im Schnitt eines Nemes-Kopftuchs, wahrscheinlich Perücken), Grabfiguren der Maya und ihres Gemahls Merit, 18. Dynastie, zwischen 1325 und 1310 vor Chr. (RMO Leiden)

Durch Gräberfunde ist bekannt, dass die Ägypter schon 4000 Jahre vor Christus ihre Haare mit Messern, Haarnadeln und Kämmen gepflegt haben. Bereits ab 3000 vor Christus wurden zu wichtigen Anlässen kunstvolle Perücken getragen. Schon damals wurden die eigenen Haare oder die Perücken gefärbt. Dazu wurden am häufigsten blaue, grüne und rotblonde Farbtöne sowie Goldstaub verwendet, die beliebteste Haarfarbe war blond. Es standen diverse Haarfärbemittel zur Verfügung, da die meisten reichen Frauen Zeit hatten, ließen sie ihre Haare nach dem Waschen in der Sonne bleichen. Das Haar galt als der schönste Schmuck und dementsprechend wurde viel Aufwand damit getrieben. Es gab eine Vielzahl von modischen Frisuren, mit Spangen, Bändern, Flechten, Hauben.

### Antikes Griechenland (1500–150 v. Chr.)
In Athen war ein gutes und gepflegtes Aussehen so wichtig, dass eigens ein Tribunal errichtet wurde, um über Angelegenheiten der Kleidung zu entscheiden. Frauen, die in der Öffentlichkeit eine unordentliche Frisur trugen, mussten Geldstrafen zahlen. Bei den Griechen war Körperbehaarung sowohl bei Männern als auch bei Frauen unbeliebt. Die oft kompliziert aussehenden Frisuren mit langen, wallenden Locken bestanden vollständig aus Perücken. Die ärmeren Leute hatten Perücken aus Schafwolle. In der Zeit von 1500 bis 650 v. Chr. trugen Griechinnen oft lange, gekrauste Haare. Auf Fresken sieht man ebenfalls häufig Korkenzieherlocken, die von den Ohren bis auf die Brust herab fallen. Etwas später ließen sich Frauen ihre Haare im Nacken zu einem Knoten zusammenfassen. Diese Frisur bezeichnete man als „griechischen Knoten“. Gegen Ende des 5. Jahrhunderts v. Chr. kam die Melonenfrisur auf, die vor allem von Mädchen und jungen Frauen getragen wurde. Die Frisur fand schnell weite Verbreitung, wurde von den Etruskern und im 1. Jahrhundert v. Chr. auch von den Römern übernommen und bis zum Ende der Antike genutzt.
In der Zeit von 300 bis 150 v. Chr. prägten kunstvolle Knoten und Schleifen die Frisuren. In dieser Zeit versuchten die Griechinnen ihre von Natur aus dunklen Haare mit Safran aufzuhellen. Blond galt als Haarfarbe der Götter. Bei den Griechen waren Frisuren auch Männersache, diese trugen zunächst lange Haare und Bärte. Später waren kurze und lockige Haare in Mode. In der Zeit von 300 bis 150 v. Chr. trugen modebewusste Städter halblange Frisuren und bevorzugten gekrauste oder gewellte Haare. Zur Haarformung hatten die Griechen bereits ein spezielles Gerät: ein Calamistrum, einen Hohlstab aus Bronze.

### Römisches Reich (800 v. Chr.–700 n. Chr.)

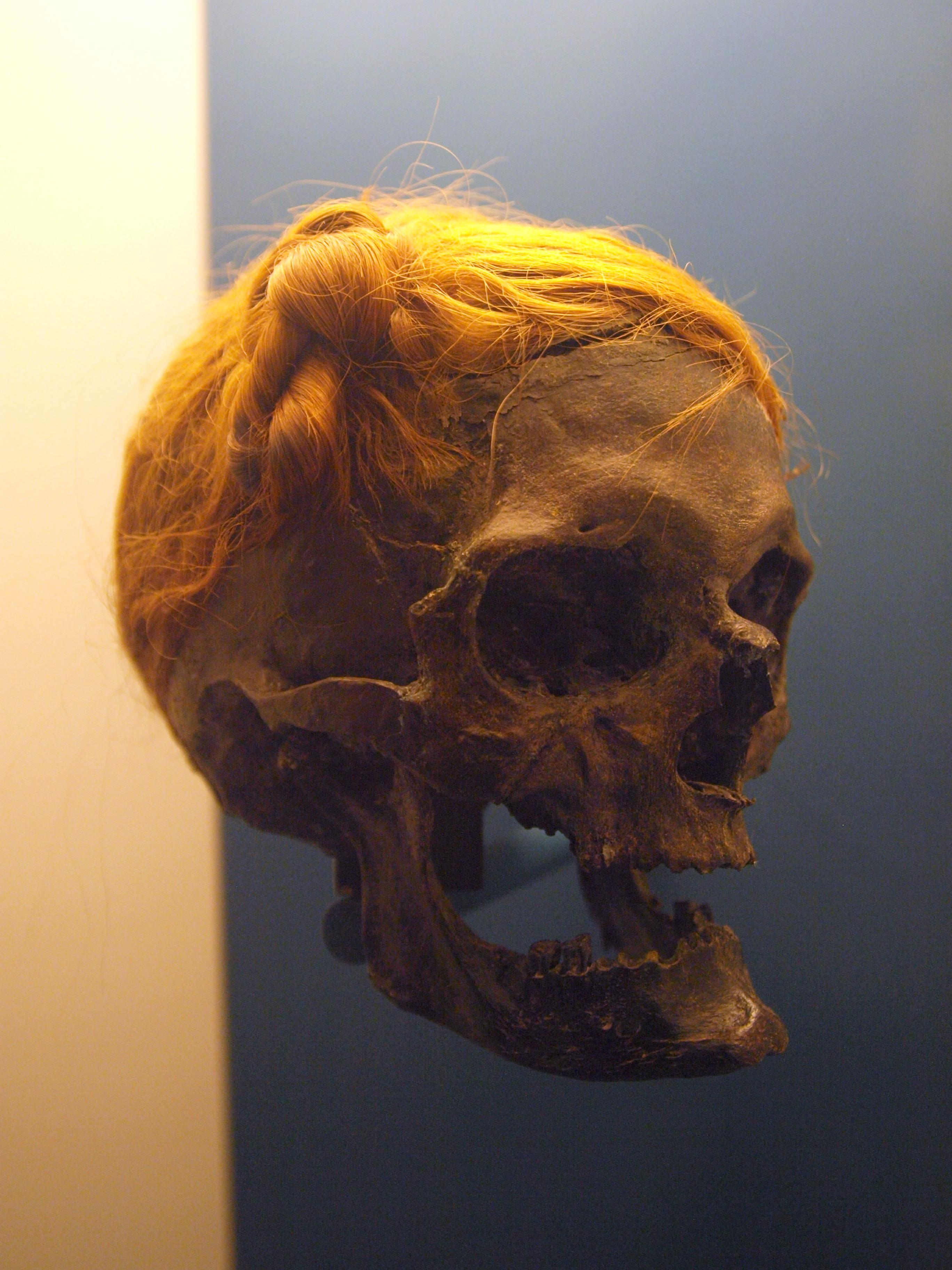
Suebenknoten des Mannes von Osterby (um 75–130 n. Chr.)

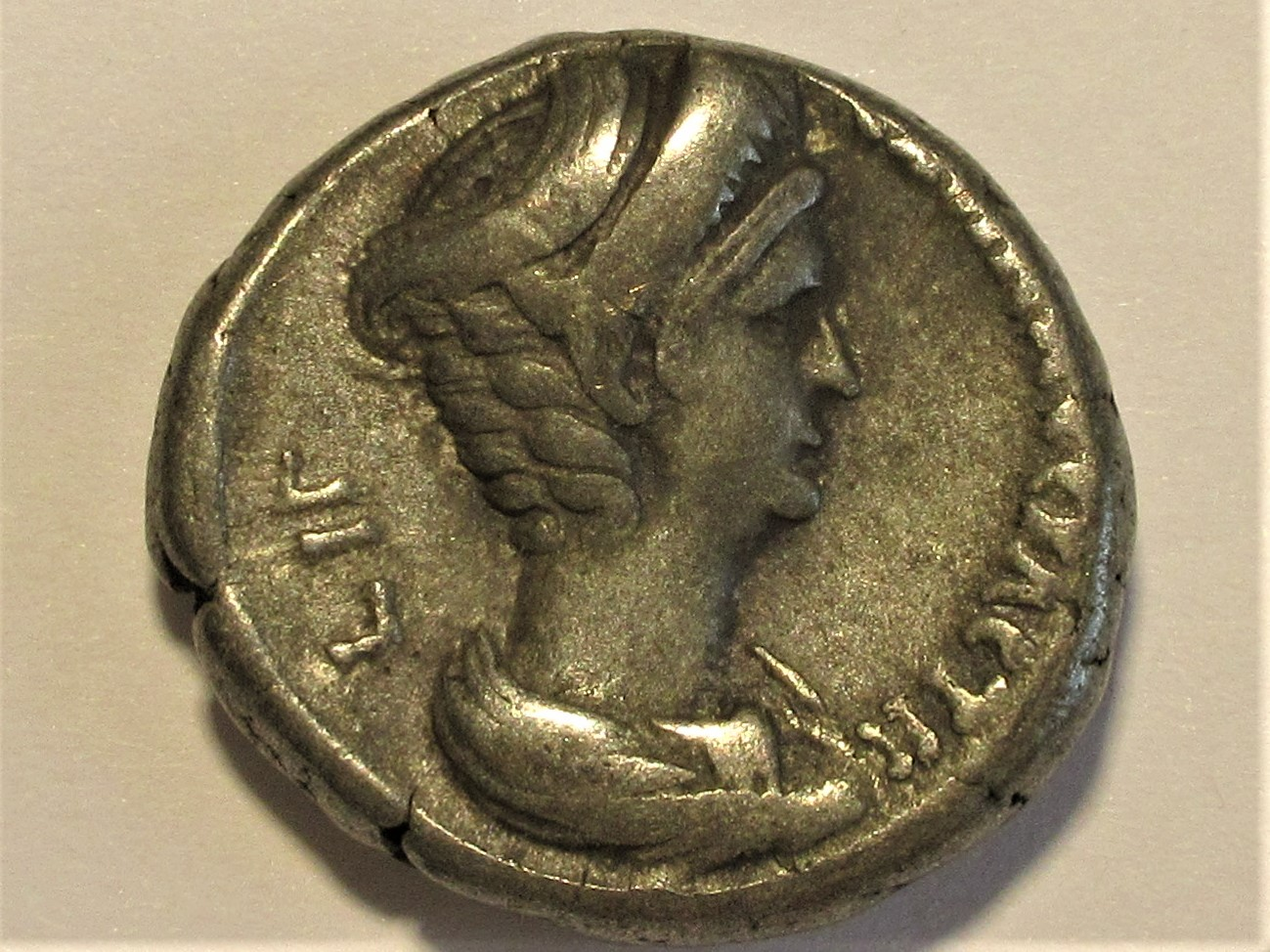
Sabina auf Alexandrinischer Tetradrachme, Jahr 13 der Regierung Hadrians

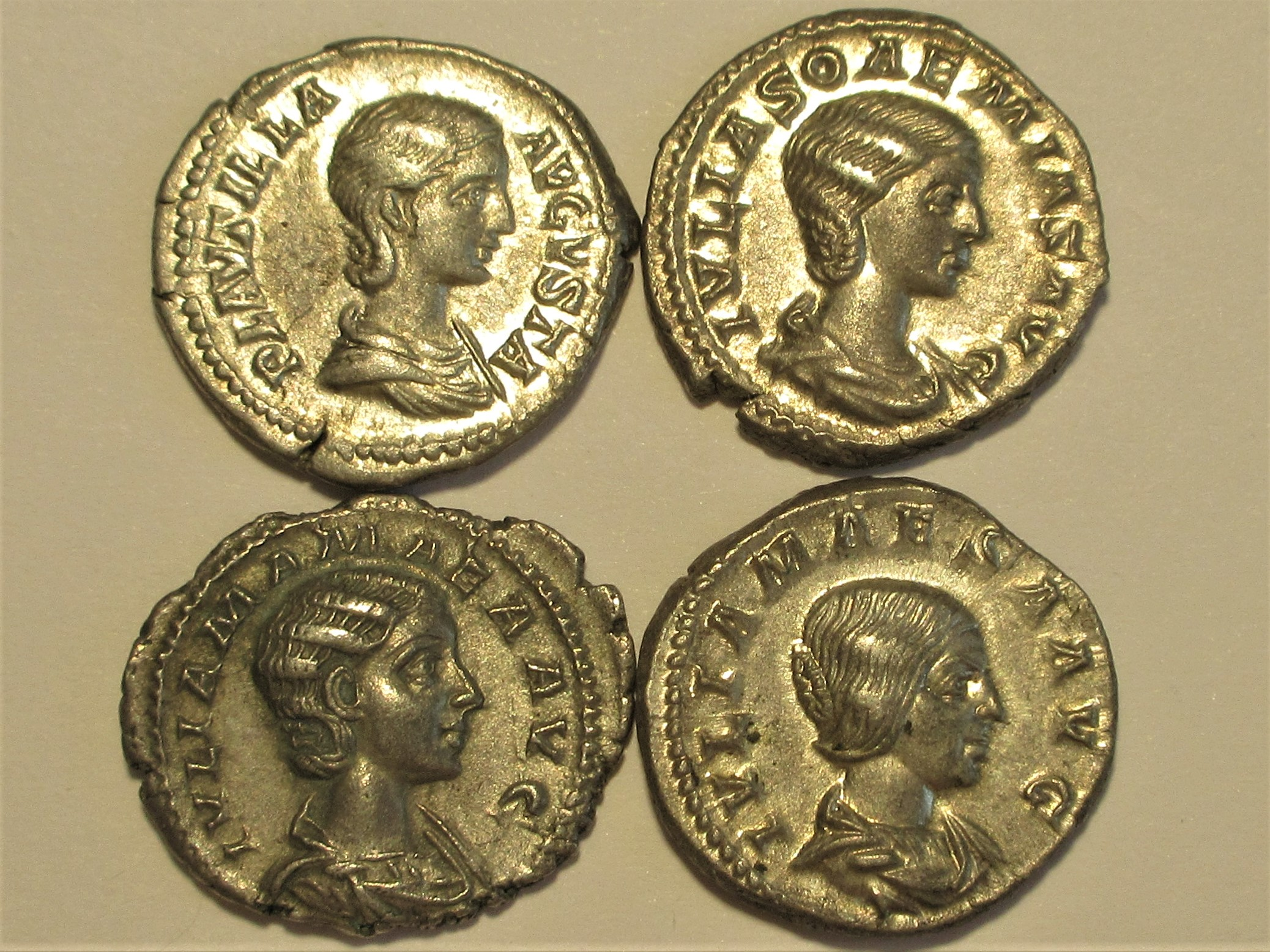
Frisuren von vier Kaiserinnen der Severer-Dynastie auf römischen Denaren (3. Jahrhundert n. Chr.)

Anhand von Ausgrabungen antiker Münzen, auf denen Frauenköpfe abgebildet waren, weiß man, dass im alten Rom meist recht einfache Frisuren getragen wurden. Es lassen sich zwei Grundtypen unterscheiden: kurze Lockenfrisuren und Flechtfrisuren. In der römischen Kaiserzeit hielt man sich, was die Mode der Frisur betraf, an die Frauen am Hofe. Es war üblich, die Frisur zu tragen, die die Kaiserin gerade trug. Besonders aufwändige Frisuren sind durch Münzportraits der Kaiserin Sabina, der Frau von Kaiser Hadrian überliefert.
Zur Zeit der Republik trug man einen einfachen Haarknoten. Aufgeputzte und parfümierte Haare trugen nur noch Prostituierte. Dennoch war diese Mode bei den jungen Männern sehr beliebt. Und so wurde diese „Tabufrisur“ wiederaufgenommen. Die Duftstoffe zur Parfümierung des Haares waren sehr teuer, da sie aus dem fernen Osten importiert wurden. Sie bestanden meist aus Myrrhe, Rosen- oder Irisöl. Die Haare wurden damals meist von einer Sklavin geformt. Römerinnen waren von den blonden Haaren der Germanen fasziniert, sie hatten oft germanische Sklavinnen, denen sie die Haare schneiden und zu Perücken für sich verarbeiten ließen. Haare und Perücken wurden genutzt, um die Frisur zu unterstützen und um Haarmakel zu verstecken. Als Hilfsmittel zur Herstellung der Locken diente ein Lockenstab, zu vergleichen mit dem Calamistrum, der im Feuer erhitzt wurde.
Für Haarfarben, die nicht durch natürliche Perücken zu erreichen waren, oder bei Frauen, die sich die Blöße einer Perücke nicht geben wollten, wurde das Haar koloriert. Die beliebtesten Haarfarben der Römerinnen waren Schwarz und Blond. Dazu kamen diverse Färbemittel zum Einsatz. Ein Mittel zum Erzielen einer tiefschwarzen Haarfarbe bestand aus verwesten Blutegeln, die sechzig Tage in einem verschlossenen Gefäß mit Wein und Essig eingelegt waren. Das viel begehrte Blond wurde mittels eines aus Ziegenfett und Birkenasche hergestellten schäumenden Waschmittels erzielt. Damit hatten bereits die Kelten und Germanen ihre Haare gewaschen. Von den Griechinnen wurde diese Seife zunächst nur zum Bleichen der Haare verwendet, die Reinigungskraft entdeckte man erst später. Reiche Römerinnen ließen sich ihre Haare mit teurem Goldstaub optisch aufhellen. Manche Haarfärbemittel bezog man aus Nordeuropa, andere aus Ägypten, wie das Rot aus Hennapulver. Auch das Blaufärben der Haare wurde genutzt. Zusätzlich begannen Frauen die Frisur mit allerlei Schmuck zu ergänzen. Nadeln, die die Frisur hielten, waren unter anderem aus Gold, Silber, Bronze, Holz oder Elfenbein gearbeitet, welches aus Afrika importiert wurde. Die Idee des Diadems entstand aus Bändern, mit denen die Frisuren zusammengehalten wurden. Als Spiegel benutzten die Römer polierte Bronze oder Silber. Glasspiegel gab es erst ab dem 1. Jahrhundert nach Christus. Auch im alten Rom wurden gelegentlich Beinhaare und Achselhaare entfernt. Man nutzte dazu Pinzetten. Es gab bereits Pasten, die aus in Öl aufgelöstem Harz bestanden.

### Romanik (1000–1200)

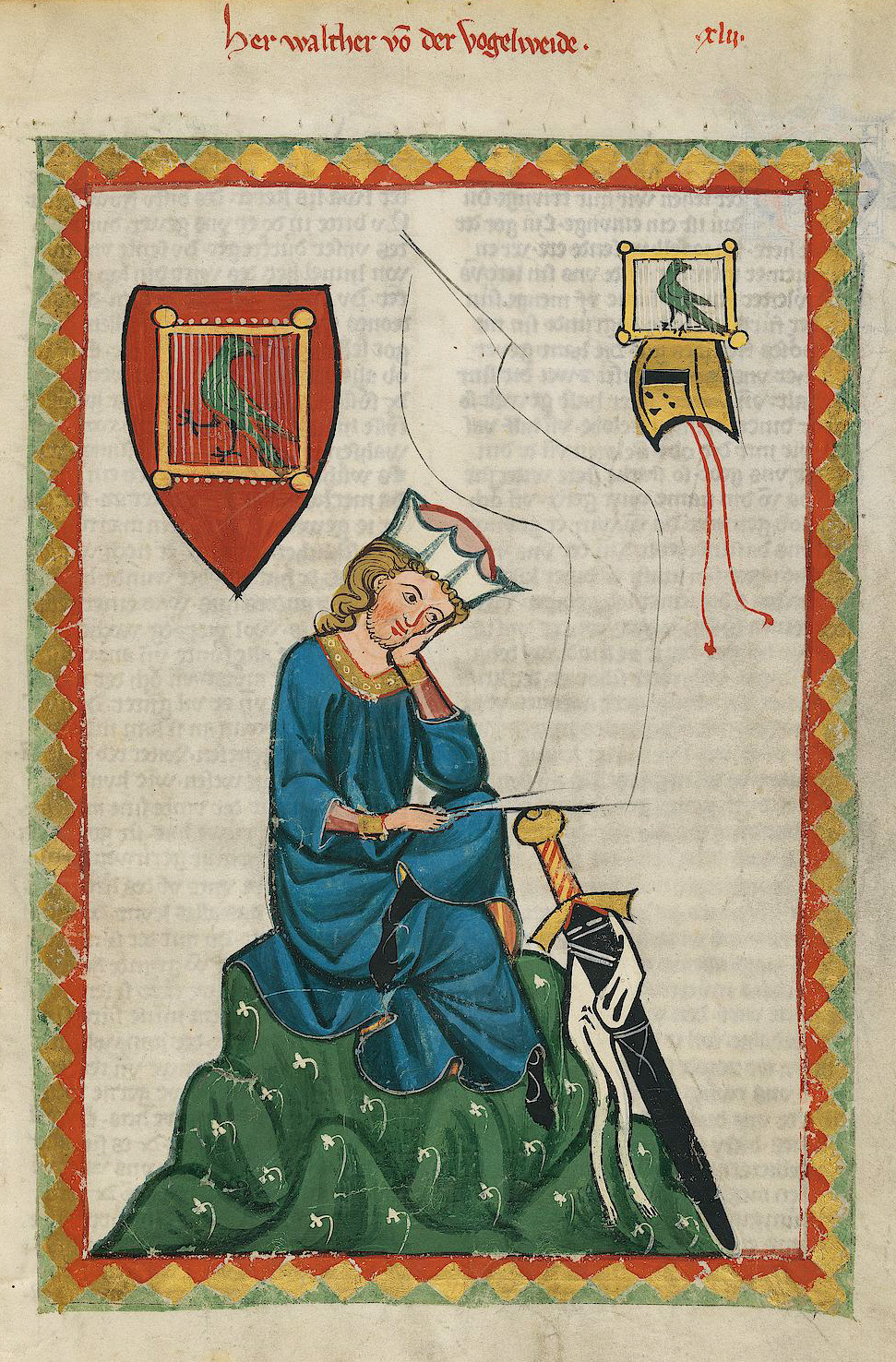
Walther von der Vogelweide im Codex Manesse (um 1310)

Im Hochmittelalter trugen die adligen Damen und Herren gerne offene Locken. Wer glatte Haare hatte, ließ sich diese wellen. Im Unterschied zu den Reichen trugen die gewöhnlichen Bürger ihre Haare als kurze oder halblange Pagenfrisur. Adlige Frauen trugen eine flache Haube, die das Haupthaar verdeckte, welche die mit Bändern und Goldfäden geschmückten Zöpfe sichtbar ließ.

### Gotik (1140–1500)
Im Zeitalter der Gotik schrieb die Kirche vor, dass verheiratete Frauen ihre Haare in der Öffentlichkeit nicht mehr zeigen durften. Frauen trugen Hüte und Hauben, teilweise mit Schleiern versehen. Eine hohe Stirn galt als besonders schön und so rasierten sich Frauen ihre Stirnhaare ab, um so den Haaransatz nach oben zu korrigieren.
Nach der Pestepidemie des 14. Jahrhunderts machte sich eine neue Lebenslust bemerkbar, die sich in der Frisurmode niederschlug. Man trug in der Mitte gescheiteltes Haar. Dieses wurde hochgesteckt und zu Zöpfen geflochten und anschließend entweder vom Hinter- oder Vorderkopf ausgehend kreisförmig um den Kopf gelegt. Alternativ führten zu Flechten gebundene Haare in großen Schlaufen um die Ohren. Im 15. Jahrhundert entzogen verheiratete Frauen ihr Haar erneut unter Hauben den Blicken Fremder. Dies unterstrich die Abhängigkeit der Frau vom Ehemann.

### Renaissance (1400–1700)
In der Renaissance durften der Körper und die Haare wieder gezeigt werden. Die Frisuren wurden phantasievoller, wobei gleichzeitig wieder einfache Frisuren der Römer und Griechen übernommen wurden und helle Farbtöne wie blond und gold kamen in Mode, man versuchte dies mit natürlichen Färbemitteln zu erreichen. Frisuren wurden mit Edelsteinen, Bändern und Perlen geschmückt. Die Männerfrisuren waren schlichter als die der Frauen. Ob reich oder arm, alle hatten einen ähnlichen Haarschnitt.
Während der Renaissance galt eine hohe Stirn als Ausdruck besonderer Klugheit und nicht nur die Stirnhaare wurden gezupft und es kamen ballonförmige und durch Bänder gehaltene Aufbauten auf. Schließlich löste in der Mitte gescheiteltes und am Hinterkopf zu einem großen Knoten aufgestecktes Haar die Praxis des Haarzupfens ab, bis um 1500 n. Chr. eine schlichtere Haarmode folgte. In der Mitte gescheiteltes Haar wurde eng am Gesicht anliegend über Wangen und Ohren gekämmt und im Nacken geknotet. Den Hinterkopf bedeckte ein feines Netz und ein oft juwelenverziertes Band reichte über die Stirn. Für junge Männer wurde eine Frisur mit halblangem, stark in die Breite toupiertem Haar typisch. Ein kurzer Lockenkopf, der die obere Partie glatt beließ, um anschließend umso lockiger hervorzutreten, sollte das Ideal des ewigen Jünglings verkörpern.

### Spätrenaissance, Barock und Rokoko (1575–1770)

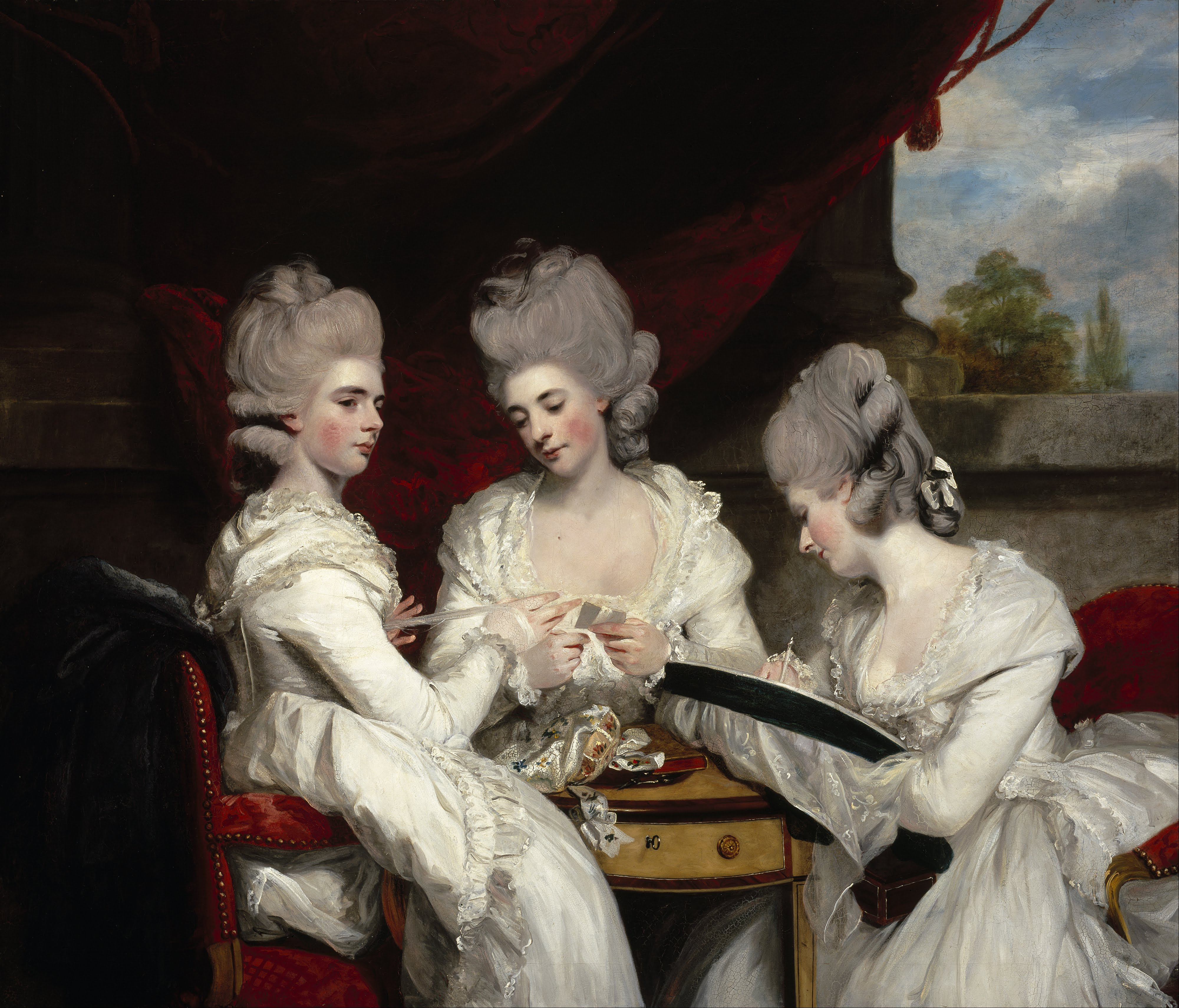
Typische Haartracht des späten Rokoko, um 1770/80

Im Barock waren unter Männern „spanische Trachten“ verbreitet, die einen sehr hohen Kragen hatten, daher bevorzugten Männer kurze Haare. Die Frauen hielten ihre Haare zwar lang, aber sie kämmten sie entweder nach hinten oder nach oben, wo sie mit einem Drahtgestell befestigt wurden. Um 1630 trugen Frauen eine Frisur mit stark gekräuseltem Seitenhaar und einem kurzen, glatten Pony, die ein breites Gesicht entstehen ließ. Nach 1650 verschwanden solche Frisuren. Bei den Damen dominierte danach ein Quer- und Rundscheitel. Locken- oder Ponyfransen bedeckten die Stirn. Männer ließen sich nach 1650 die Haare wachsen und Lockenköpfe und Spitzbärte waren in Mode. So ließ sich der französische König Ludwig XIII., der frühzeitig kahl wurde, eine gelockte Perücke anfertigen, um seinen Makel zu überdecken.
Die zweite Hälfte des 17. Jahrhunderts war die Zeit der Korkenzieher- und Ringellocken. Dank der neu entwickelten Papillotier-Technik konnten auch Männer mit gekräuselten Haaren aufwarten. Diese reichten bis über die Ohren und ließen oft mit Geschenken der Angebeteten verzierte Haarsträhnen über die linke Schulter fallen. Als dem französischen König Ludwig XIV. durch ein Typhusfieber im Juni 1658 die Haare ausfielen und er fortan Perücken tragen musste, wurde die Allongeperücke zu einem wichtigen Standessymbol und Attribut der höfischen Kleidung von Männern in Europa – vorher hatten sie nur Kahlköpfige getragen. 
Ausschweifende Feste lösten zu Beginn des 18. Jahrhunderts die Zwänge der bislang herrschenden Etikette ab. Das spürbare Streben nach Einfachheit mündete am Hofe in vergleichsweise bescheidene Lebensart mit entsprechend schlichten Frisuren. Eng am Kopf anliegend, wurden die Haare aus der Stirn gekämmt und locker zu einem Knoten hoch gebunden.
Mitte des 18. Jahrhunderts setzten sich mit Brennstab, Puder und Pomade Lockenfrisuren durch. Bei den Männern des Bürgertums endete dieser Trend in aufwendigen Perücken mit Zöpfen, Beuteln und Lockenrollen. In Preußen führte der „Soldatenkönig“ Friedrich Wilhelm I. 1713/14 bei seinem Militär eine leichte Perücke ein, bei der das eigene lange Haar der Soldaten nicht in einem Sack steckte, sondern mit einem schwarzen Taftband umwickelt wurde. Die Lockenreihen der Stutzperücke hingen nicht mehr über die Schultern, sondern reichten nur noch bis auf Ohrenhöhe. Auch die französische Armee führte kleine Perücken ein, deren Haare im Nacken zusammengebunden und in einen schwarzen Taftbeutel gesteckt wurden. Die Zopfperücke der Soldaten wurde jedoch bald von den Offizieren übernommen und setzte sich schließlich auch in der zivilen Mode durch. Seit den 1760er Jahren war der Soldatenzopf überall in Europa verbreitet. Bei Damen herrschten in der zweiten Hälfte des 18. Jahrhunderts Hochfrisuren vor, die mittels elastischer Unterkissen aus Wolle und Draht kreiert wurden. Gegen Ende der Barockzeit hatten die Frauen ihre Haare wieder nach oben gekämmt und manche Dame wurde auf diese Weise bis zu 60 Zentimeter größer.

### Französische Revolution und 19. Jahrhundert

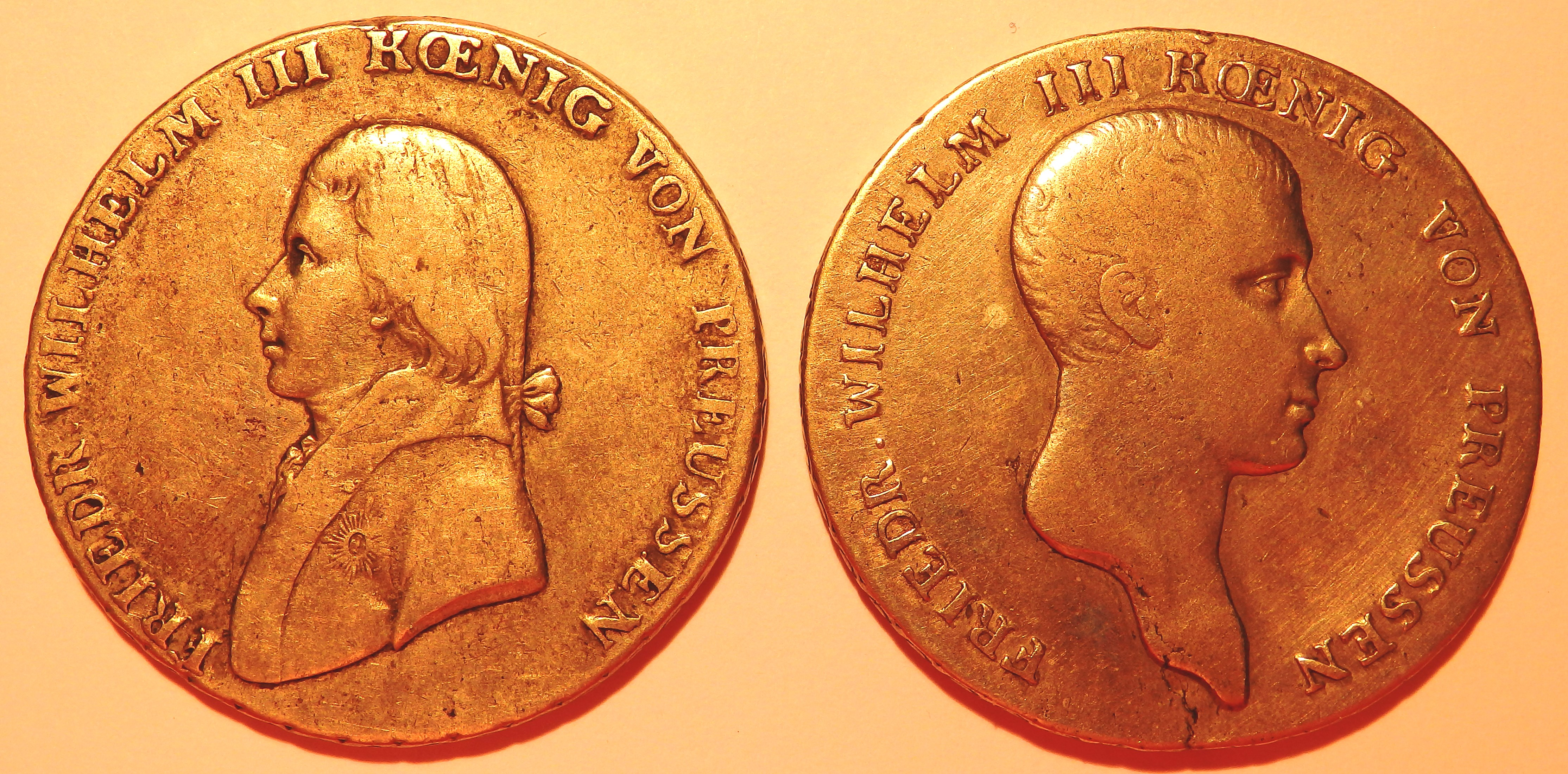
Friedrich Wilhelm III. v. Preußen auf zwei Talern mit Zopf (Jahr 1801), kurzes Haar (Jahr 1814)

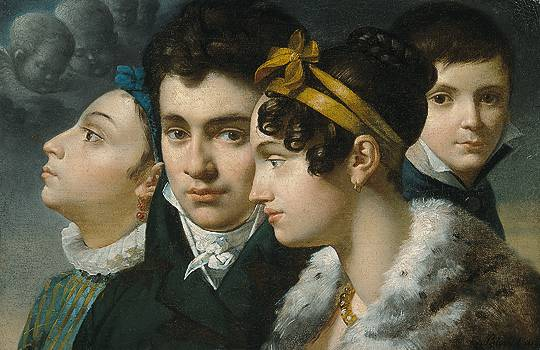
Typische Haartracht des Empire, um 1813

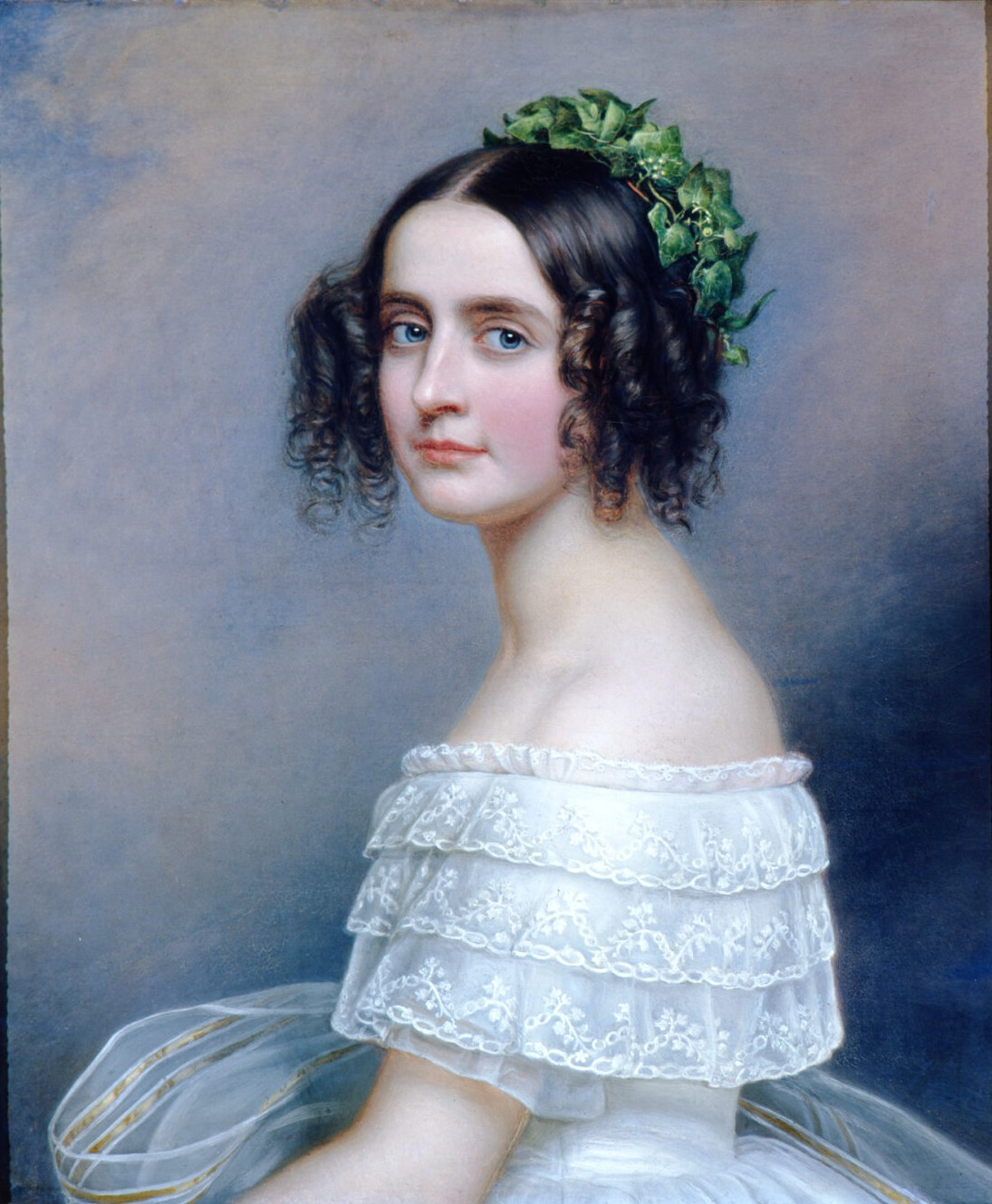
Typische Haartracht des Biedermeier, um 1845

In der Biedermeierzeit verschwanden die Perücken und es traten erneut römische und griechische Frisuren in den Vordergrund. Ab 1804 wurden für Frauenfrisuren vermehrt Zierkämme, Diademe, Hauben und Seidenbänder eingesetzt und meist T-, V-, Y- oder U-förmige Scheitel in Mode. Damen mussten eine Kopfbedeckung, d. h. Hauben, Hüte oder Turbane tragen, die mit den oft hohen Frisuren alles andere als bequem waren. Später waren die Frisuren der Frauen vielfach durch einen breiten, auf dem Hinterkopf aufgesteckten Knoten gekennzeichnet. Bunt oder symmetrisch angeordnete Papilloten schmückten die Seitenpartien.
Selbst fürstliche Häuser folgten den bürgerlichen Frisurenmoden. Während noch bis 1809 König Friedrich Wilhelm III. von Preußen mit Zopf auf preußischen Talern abgebildet wird, erscheint er ab diesem Jahr nur noch mit Kurzhaarfrisur (siehe Abbildung rechts). Mit der Abbildung auf Münzen erhält seine jeweilige Frisur auch einen hoheitlichen Charakter. Da die erhebliche Änderung seiner Frisur in die Befreiungskriege fällt, liegt eine propagandistische Absicht, das Bürgertum für sich einzunehmen, nahe.
Um 1830 entwickelten sich die Papilloten zu großen, die Ohren fast vollständig bedeckenden Lockengebilden. Abwechslung boten eingearbeitete Haarkämme oder verschieden streng ausgerichtete Deckhaare. Bei jungen Männern, die sich von den Traditionalisten absetzen wollten, zeugten kurzgeschnittenes, in die Stirn gekämmtes Haar und ausgeprägte Koteletten von einer demokratischen Grundhaltung. Das Tragen von Bärten kam damit in Mode und gipfelte jedoch 1846 in einem Bartverbot für preußische Referendare und Postbeamte.
In der zweiten Hälfte des 19. Jahrhunderts konnten es sich mehr Menschen als je zuvor leisten, zum Coiffeur zu gehen. Am Anfang setzten sich mehrheitlich französische Frisuren durch, deren Kennzeichen ein Mittelscheitel war. In Österreich sorgte derweil Kaiserin Elisabeth mit ihren langen Haaren, die mit Blüten geschmückt waren, für Schlagzeilen. In den 1860er Jahren beschäftigte sich die Frau von Rang zum Zeitvertreib mit Haararbeiten in erster Linie für repräsentative Zwecke. Ein Jahrzehnt später verschwanden aufwendiger Zierrat, Haarkämme oder künstliche Haarteile nahezu vollständig aus dem Straßenbild. Natürliche und einfache Frisuren erhielten den Vorzug. Die „richtige“ Haarfarbe gewann entscheidendes Gewicht; dabei galt rotes Haar als ordinär, erst recht das Rotfärben blonder oder hellbrauner Haare.
Gegen 1870 wurden Haare wieder in die Höhe gekämmt und mit Schmuck verziert. 1872 wurde die Ondulation erfunden. Die Haare wurden über ein heißes Eisen gezogen, wodurch eine Welle entstand, und diese „Einschlagfrisur“ kam für längere Zeit in Mode. In den 1880er Jahren entstanden Frisuren mit leicht gewellten Haaren, die über die Ohren zum Hinterkopf geführt wurden und dort in einem Knoten endeten. Dazu kamen weiche, in die Stirn getragene Ringellöckchen oder Ponyfransen. Um 1890 jedoch gab es fast keine hohen Frisuren mehr; sie wurden durch schlichte und funktionelle Frisuren ersetzt. Die Herrenfrisuren waren anfangs lockig, gegen Ende des 19. Jahrhunderts setzten sich jedoch Kurzhaarfrisuren durch.

### 20. Jahrhundert

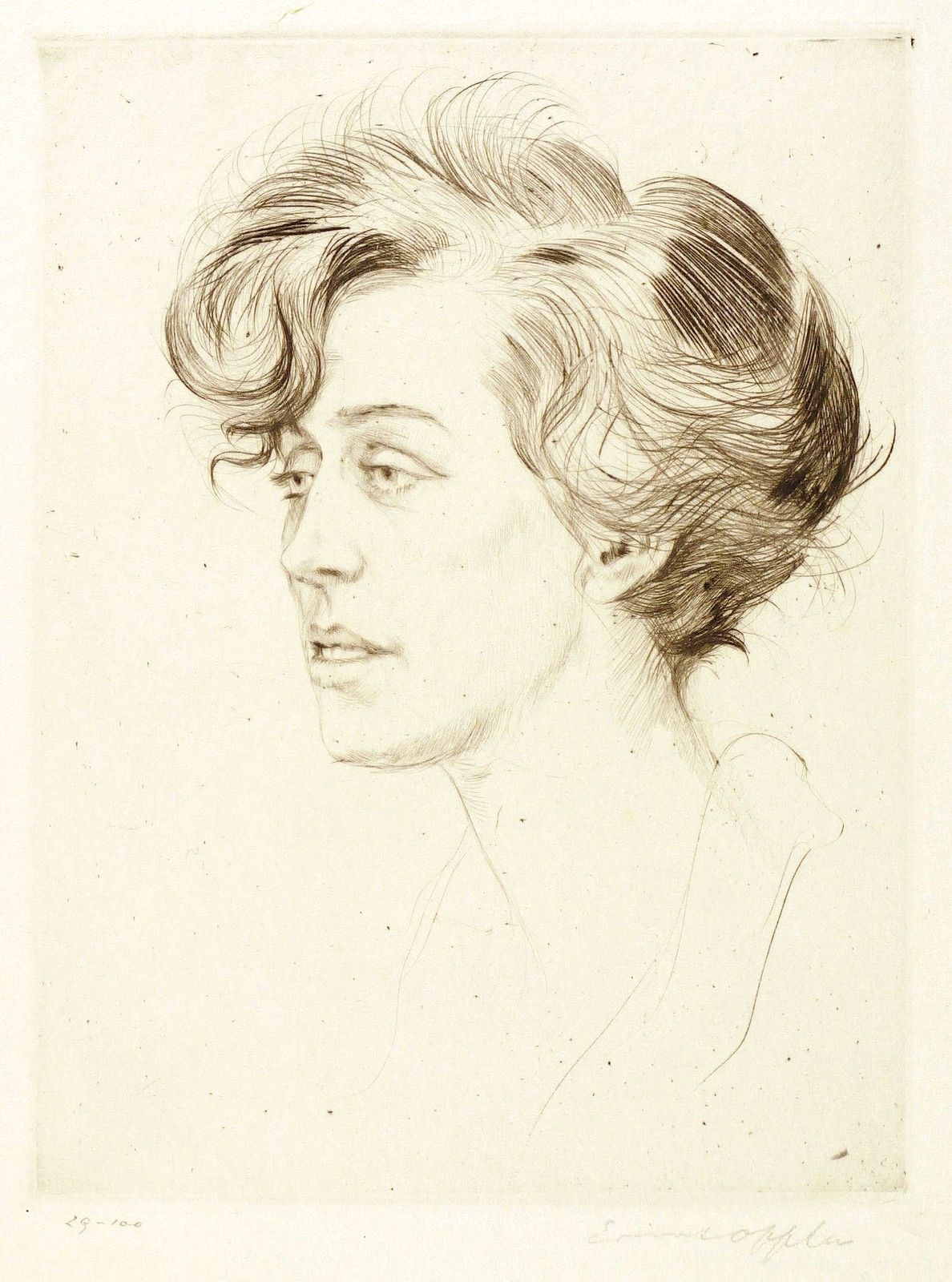
Offenes Haar, 1920, Radierung von Ernst Oppler

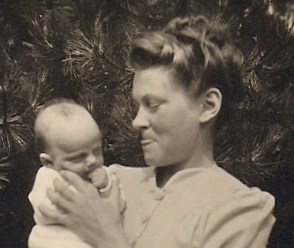
Hochfrisur 1941

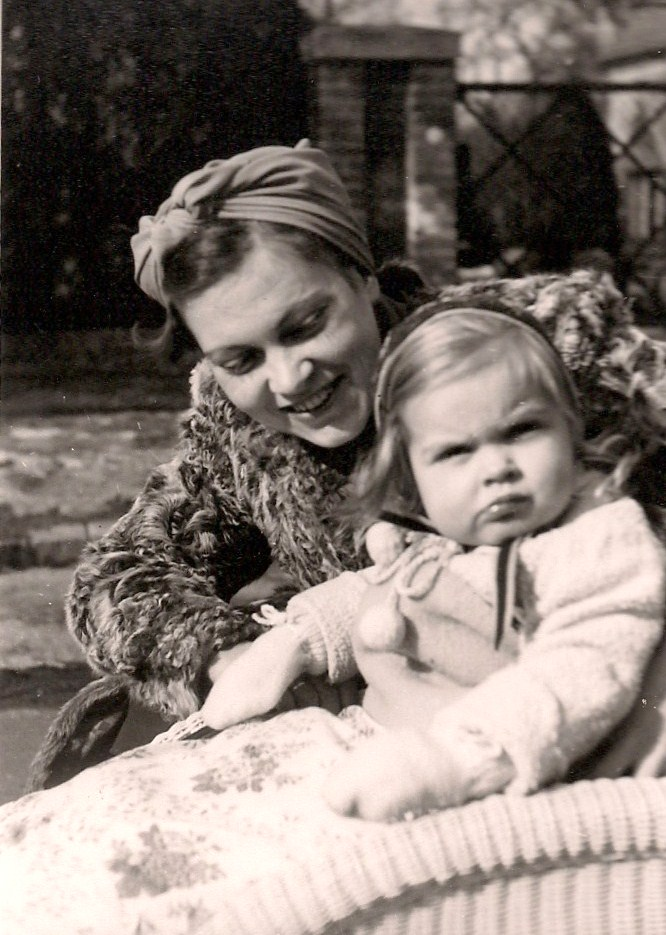
Kopftuchfrisur 1940

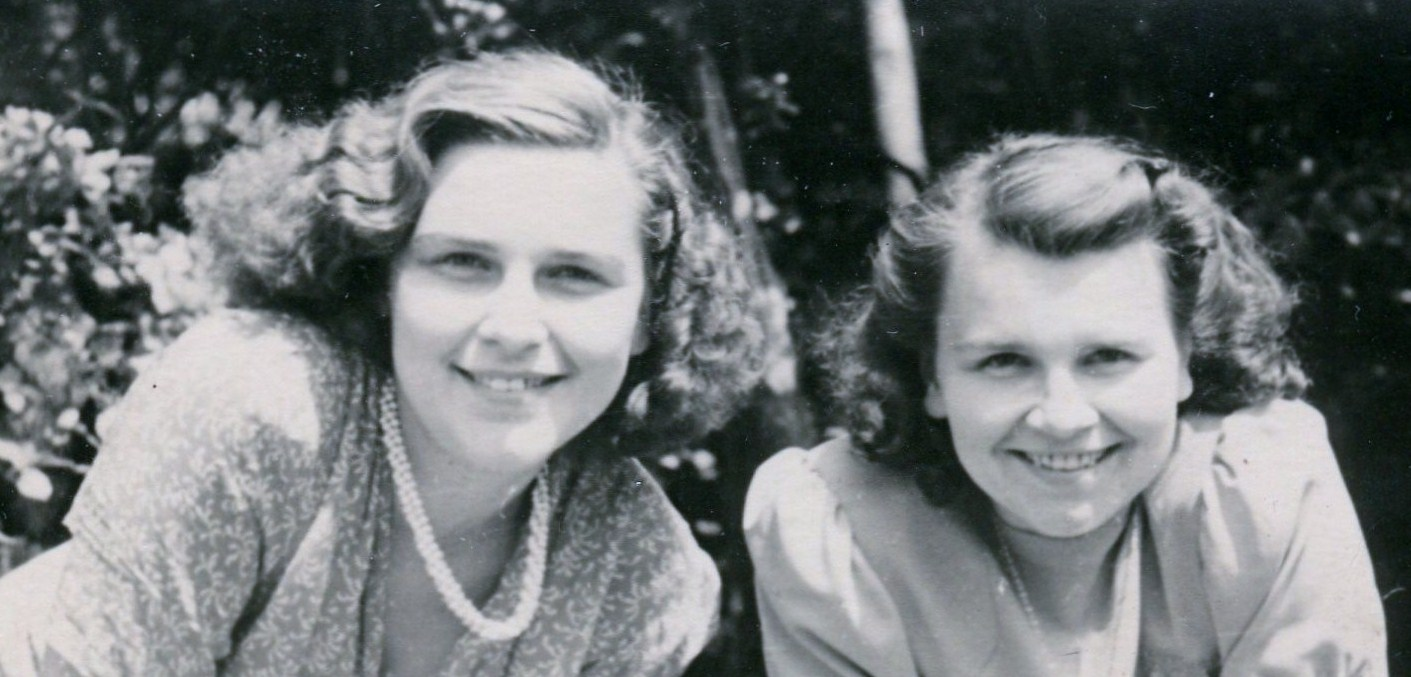
Lockenfrisur der vierziger Jahre (1947)

Zu Beginn der Weimarer Republik führten Leinwandstars der boomenden Filmindustrie Kurzhaarschnitte ein. In Anlehnung an die allgemeine Begeisterung für die alt-ägyptische Kultur kamen Pagenschnitte in Mode. Bei diesen fiel das Haar vom Scheitel nahezu gerade auf die füllige, klare Kontur. Die sich ändernde Stellung der Frau zeigte sich an neuen Frisuren. Erstmals erlaubte sich ein französischer Starfriseur, Frauen die Haare kurz zu schneiden, und kurze Zeit später stieg der Bubikopf mit kurzem Anschnitt im Nacken und geringem Volumen zum Inbegriff der Mode der 1920er Jahre auf. Ungeachtet des Alters und der Gesellschaftsschicht trugen betont modische Frauen kurzes, glatt gekämmtes Haar.
Gegen Ende des Jahrzehnts folgte die Dauerwelle. Im Jahr 1900 stellte AEG den ersten Fön vor. Zuerst war er zwei Kilogramm schwer und blies 90 °C heiße Luft aus einer Art Düsenrohr, die Modelle entwickelten sich weiter und wogen nur noch 1,8 Kilogramm und leisteten 300 Watt.
Einen Höhepunkt bildete 1936 die tief in den Nacken gezogene, nach oben eingeschlagene „Olympiarolle“, begleitet durch die mit den Filmen verbreitete Pagenkopffrisur. Mit ihrer nach innen geschlagenen, geraden Kontur im Nackenbereich traf sie, kombiniert mit der Olympiarolle, den Geschmack der jungen Generation. Neue technische Hilfsmittel wie elektrische Haarschneidemaschinen und Trockenhauben erleichterten in dieser Zeit den Friseuren ihr Handwerk. 1936 kam es in Mode, die Stirnhaare zu kleinen Löckchen zu kräuseln und die Deckhaare in einer einfachen Nackenrolle zusammenzufassen und die Haare wurden wieder länger getragen. Gegen Ende der 1930er Jahre kämmte man oft die Locken der Deckhaare hoch und frisierte seitlich die schulterlangen Haare zurück, dabei fielen die Locken lose in den Nacken. Diese Frisur blieb auch während des Krieges in Mode.
Bedingt durch Arbeitseinsätze von Frauen im Krieg wurden, um die Haare zusammenzuhalten, Haarnetze und Kopftücher getragen. Im Laufe der Zeit avancierte diese Notwendigkeit zu einem beliebten Kopfschmuck. Männer zeigten in dieser Zeit erneut wenig Variation. Sie trugen ihr Haar bis nach dem Zweiten Weltkrieg kurz.
Frauen bevorzugten nach dem Zweiten Weltkrieg halblange natürlich schwingende Frisuren. Die Dauerwelle, die jetzt kalt gemacht werden konnte, spielte weiterhin eine wichtige Rolle in der Welt der Haare. In den 1950er Jahren wurden wieder mit Vorliebe die Frisuren von Filmschauspielern und Prominenten nachgeahmt. Rock ’n’ Roll wurde für viele Menschen ein neues Lebensgefühl und der Haarstil Elvis Presleys wurde von Männern kopiert.
Ab 1960 setzte sich bei den Frauen die Turmfrisur durch, die im Laufe des Jahrzehnts allmählich wieder von Langhaarfrisuren verdrängt wurde. Bei den Männern kamen in den 1960er-Jahren mit dem Erfolg der Beatles und ihren Pilzköpfen Langhaarfrisuren in Mode. Die Langhaarmode war bei Jugendlichen und jungen Männern bis in die 1980er Jahre dominierend, während ältere Männer in dieser Zeit meist beim traditionellen Kurzhaarschnitt blieben. Mitte der 1960er entstand in Jamaika eine neue Stilrichtung innerhalb der Musik: der Reggae. Mit der Vorbildwirkung von Bob Marley kam Dreadlocks-Frisur aus geflochtenen Zöpfen oder verfilzten Haarsträhnen auf. Wer eine solche Frisur haben wollte, musste seine Haare mit Wasser und Seife waschen und sie weder kämmen noch bürsten. Mit der Zeit verfilzen die Haare.
In den 1970er Jahren kamen farbige Punkerfrisuren und Irokesenschnitte auf. Punkerfrisuren schockierten in den 1970er Jahren noch die meisten Menschen, wurden jedoch innerhalb von zehn Jahren relativ alltäglich. Bei den Frauen waren in den 1980er Jahren wieder Lockenfrisuren beliebt, oft als ausgeprägte Löwenmähne.

## Frisuren

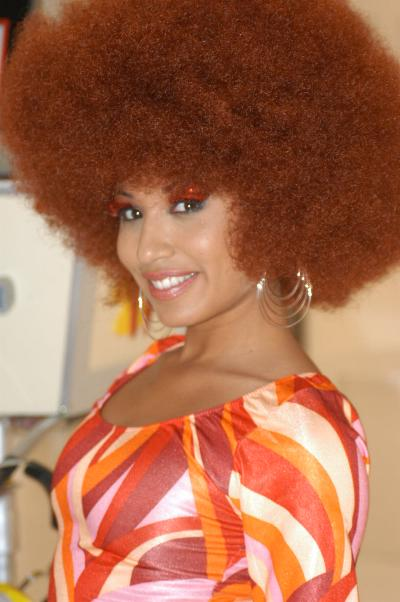
Afro-Look

- Afro-Look: Eine vor allem in den 1970er Jahren verbreitete Frisur, deren Bezeichnung sich von der krausen Haarstruktur der Afroamerikaner ableitet.
- Bob: Kurzhaarschnitt, das Haar endet am Gesicht kurz unter den Wangenknochen, mit Pony oder Seitenscheitel getragen.
- Braids: Eine aus vielen kleinen Zöpfchen bestehende Flechtfrisur, die dreisträhnig geflochten wird und ihren Ursprung in Westafrika hat. Siehe auch Rastalocken.
- Bubikopf: Ein Kurzhaarschnitt für Frauen seit den 1920er Jahren.

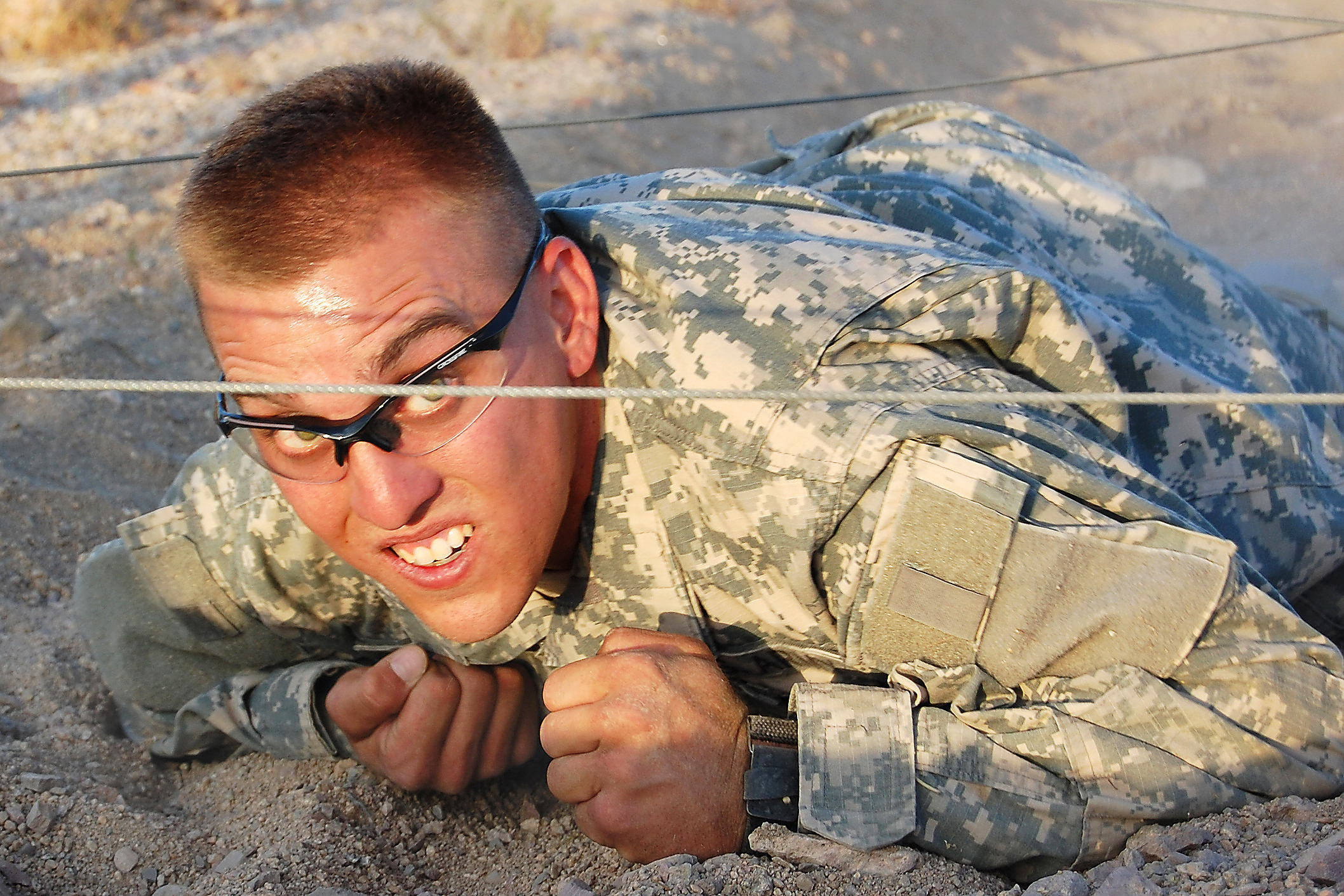
Bürstenschnitt

- Bürstenschnitt: (siehe auch „Flattop“): ein Kurzhaarschnitt, bei dem das ganze Haupthaar aufrecht steht. Als Haarschnitt für Soldaten war er in Deutschland schon zu Anfang des 20. Jahrhunderts üblich. In der Wehrmacht dagegen war recht langes Deckhaar verbreitet. In den 1950er Jahren, ausgelöst durch die im Koreakrieg eingesetzten US-amerikanischen GIs, wurde die Bürste auch als „Korea-Blocker“ bezeichnet. Siehe auch Meckifrisur
- Beehive-Frisur: (Bienenkorbfrisur) entstand 1959 als eine Variante der damals beliebten, hoch aufgetürmten Frisuren.
- Chonmage: Die charakteristische Frisur der Samurai, bei der auf der Kopfoberseite das Haar rasiert und dann ein Pferdeschwanz auf dem Kopf gefaltet wird. Heutzutage wird dieser Haarschnitt von Sumoringern getragen.

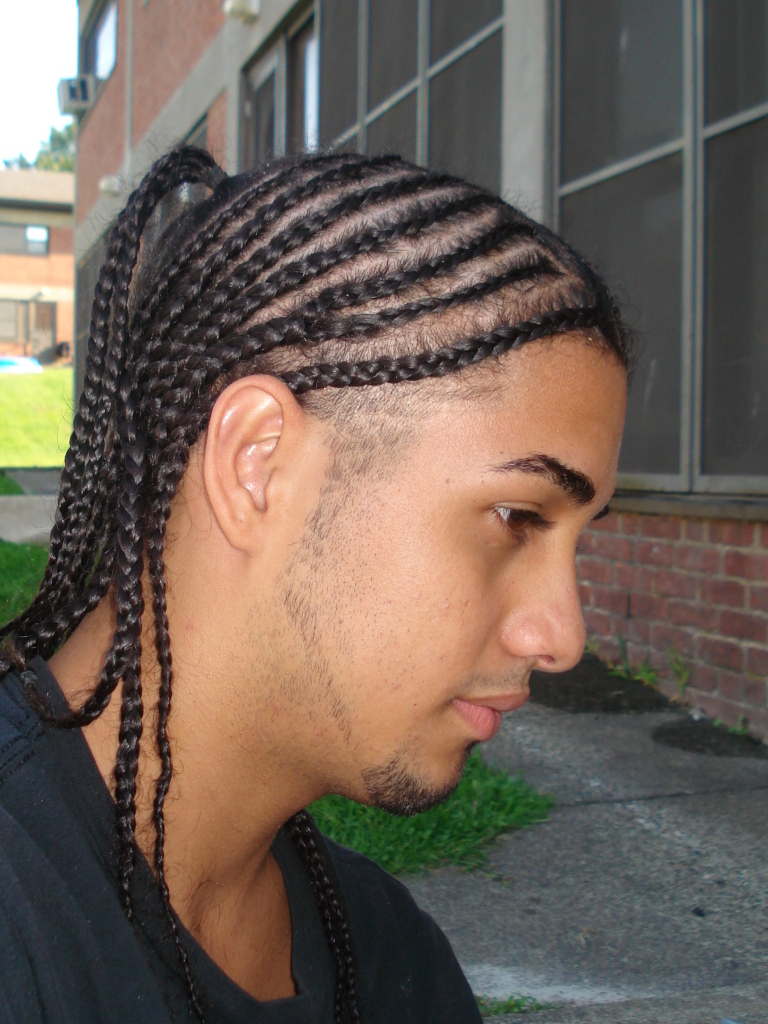
Cornrows

- Comb-Over: deutsch veraltet: Sardellenfrisur: meist seitlich überkämmte Glatze
- Conk: von der Natur her krauses Haar wird chemisch geglättet; große Popularität bei Afro-Amerikanern zwischen 1920 und 1960[4]
- Cornrows: Sind besonders bei Menschen mit krausem Haar beliebt. Dabei werden kleine Zöpfe auf verschiedene Arten eng am Kopf anliegend geflochten.
- Corona: Haarkranz um Tonsur; außerdem: Name einer Modefrisur im Winter 1970/71[5]
- Dauerwelle: Sie entsteht, indem interne chemische Verbindungen des Haares (Disulfidbrücken) zerstört und neu geordnet werden. Dabei schließen sich die offenen Enden nicht vollständig. Als Erfinder der Dauerwelle gilt der später in die USA ausgewanderte Friseur Karl Ludwig Nessler aus dem badischen Todtnau.
- Devilock: Eine Art weiterentwickelte Tolle, deren markantestes Merkmal die lange, mit Hilfe von Spray oder Gel zu einer Spitze geformte Strähne ist, die vor dem Gesicht oder an den Seiten herunter hängt. Getragen wird sie v. a. von Mitgliedern der Punkbands Misfits und Balzac sowie deren Fans.
- Dreadlocks: in Strähnen verfilztes Haar. Diese Frisur wurde von den Rastafaris populär gemacht.
- Fassonschnitt, auch Façonschnitt: Herrenschnitt, bei dem das Haar im Nacken und an den Seiten am kürzesten ist und zum Deckhaar hin kontinuierlich länger wird.[6]
- Flat: Die Haare werden an den Seiten sehr kurz geschnitten. Das obere Deckhaar ist ein wenig länger. Auch bekannt ist diese Frisur unter dem Namen Boxerhaarschnitt. Näheres dazu findet sich im Artikel Irokesenschnitt.
- Half-up: Im Englischen wird so eine weibliche Frisur bezeichnet, bei der ein Teil des Haares eingeflochten oder hochgesteckt wird, während das übrige Haar lose herabfällt.[7][8]
- Heißwelle: (heute nicht mehr übliche) Dauerwelle, bei der das Haar über geheizte Spulen gewickelt wird.

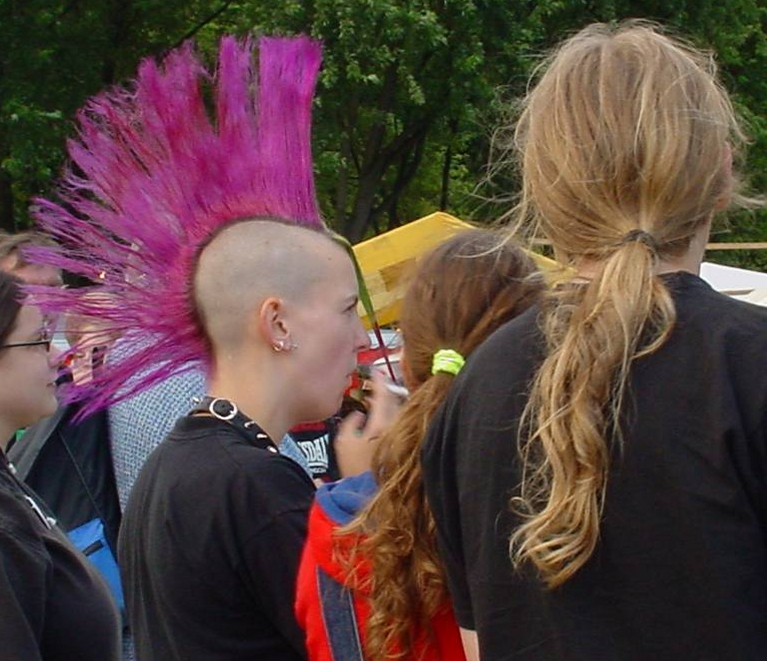
Zeitgenössischer Irokesenschnitt und Pferdeschwanz

- Haarknoten, Chignon, Dutt: auf dem Hinterkopf oder dem Scheitel, selten auch in Stirnnähe, zu einem Knoten geflochtenes oder gewundenes Haar.
- Irokesenschnitt: Bei dieser Frisur wird das Kopfhaar an den Seiten rasiert oder auf wenige Millimeter gekürzt, nur in der Mitte bleibt ein Haarstreifen zurück. Dieser wird oft mit Haarlack oder anderen Hilfsmitteln wie Gelatine oder Zuckerwasser senkrecht aufgestellt, manchmal auch bunt gefärbt; diese Frisur kommt häufig bei Punks vor.
- Igelschnitt: sehr beliebt in den 1980er Jahren – im Grunde handelt es sich hier um einen abgeschwächten Vokuhila – oben kurz (und stachelig, igelig abstehend) und hinten ebenfalls kurz – aber nicht anrasiert. Aus dem Igelschnitt wird mit der Zeit ein Vokuhila, wenn die Nackenpartie beim Friseur ausgespart wird.
- Kaltwelle: ohne Erhitzung der Lockenwickler mithilfe von Chemikalien hervorgebrachte Dauerwelle.
- Kolbe: mittelalterliche Haartracht.
- Kurzhaarschnitt: Kurzer Haarschnitt, bei dem Ohren und Nacken frei bleiben.
- Langhaarfrisur: Das Haupthaar wird lediglich wachsen gelassen.
- Lockwelle: Lockenfrisur mit kleineren Wellen.
- Meckifrisur: Durch amerikanische GIs in der Nachkriegszeit in Mitteleuropa bekannt geworden, benannt nach der Comicfigur Mecki.
- Messerformschnitt: kurzer Haarschnitt, bei dem das nasse Haar mit dem Rasiermesser geschnitten [und mit dem Föhn in Form gebracht] wird; Messerschnitt
- Minipli: (nach frz.: mini pli, dt.: „kleine Falte“) besteht aus kleinsten Locken, die durch eine Dauerwelle entstehen. Sie ist oft in Kombination mit einem Vokuhila anzutreffen.[9]
- Nubian Knots: besteht aus aufgerollten Haarschnecken und hat ihren Ursprung in Afrika.
- Olympiarolle: Damenfrisur, die Mitte der 1930er Jahre in Deutschland in Mode kam.

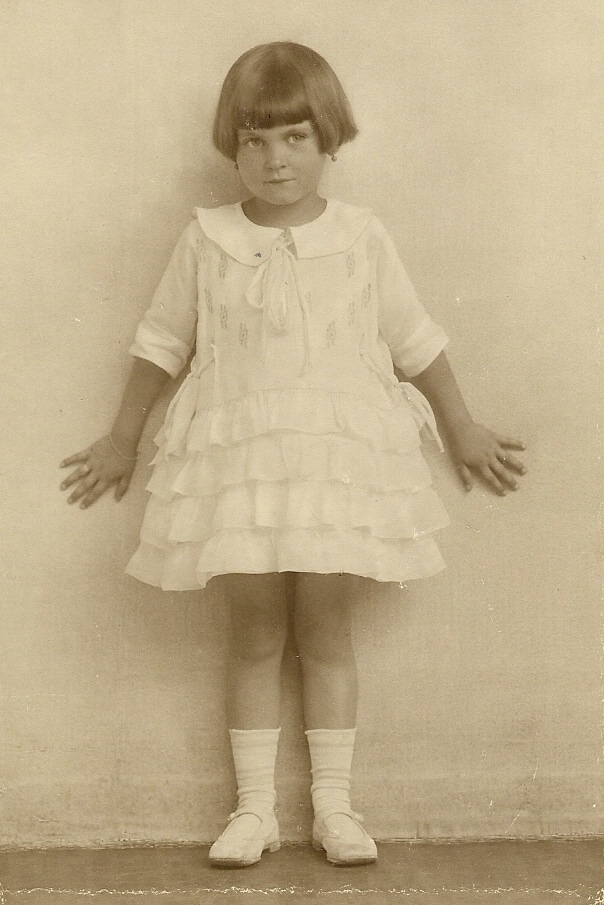
Mädchen mit Pagenschnitt (1922)

- Pagenkopf: Ein halblanger Haarschnitt (meist kinnlang, gelegentlich länger), oft mit Pony getragen.
- Pferdeschwanz: Längere Haare, die am Hinterkopf zusammengefasst werden.
- Pilzkopf: Frisur, die die Mitglieder der Rockgruppe Beatles in den frühen 1960er Jahren trugen.
- Pixie: Frauen-Kurzhaarfrisur, die in den 1960ern sehr modern war und in den 2010ern ein Comeback erlebte.
- Pony oder Stirnfransen: Die vorderen, in die Stirn fallenden Haare sind über den Augen horizontal abgeschnitten.
- Rastalocken: Rastalocken sind eine aus Afrika stammende Frisur, bei der die Haare so geflochten werden, dass viele kleine Zöpfe entstehen.
- Rundschnitt: Haarschnitt, bei dem die Haare auf etwa gleiche Länge geschnitten werden, sodass die Frisur runde Konturen bekommt.

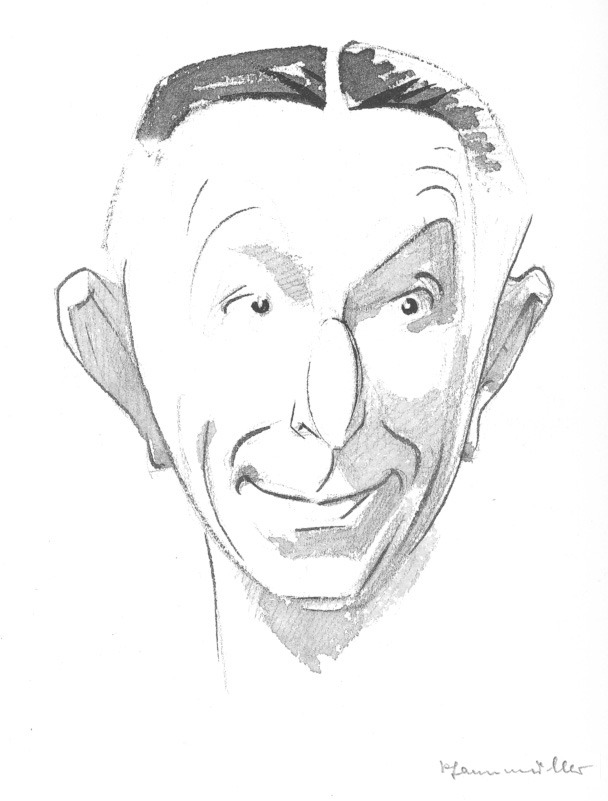
Mittelscheitel, Karikatur von Theo Lingen

- Scheitel: Es werden die Haare von einer möglichst geraden Linie aus zu beiden Seiten gekämmt. Man unterscheidet Mittelscheitel (umgangssprachlich auch Poposcheitel), und Seitenscheitel. Gegen Ende des 20. Jahrhunderts kam der Zickzack-Scheitel in Mode, für den es eigene Kämme gibt.
- Schnittfrisur: Frisur, die durch Schneiden des Haars hervorgebracht wird
- Schwänzchen: auch „Zündschnur“ genannt, ist eine Kinderfrisur, die meist von Jungen getragen wird. Bei der Schwänzchen-Frisur wird der Nacken bis auf einen Haarstreifen, der den Rücken hinunter wächst, rasiert.
- Silky Dreads: Eine Frisur, die den Dreadlocks ähnelt. Jedoch wird bei den Silky Dreads das Haar nicht verfilzt, sondern zu Braids geflochten und mit Kunsthaar oder Wolle umwickelt.
- „Spikes“: Punkfrisur, bei denen die Haare zu Stacheln geformt rundum vom Kopf abstehen. Besonders extreme Formen werden in Anlehnung an die Freiheitsstatue auch „Liberty-Spikes“ genannt.
- „Stehfrisur“: Beschreibt eine Frisur, bei der die Haare entweder kurz geschnitten sind oder durch Haargel, Schaum oder Haarlack die Haare in vertikaler Position fixiert werden. Es gibt verschiedenste Ausprägungen dieser Frisur von militärischen Einheitsfrisuren bis zum typischen Irokesenschnitt der Punk-Bewegung.
- Tolle: ursprünglich ein Pennälerausdruck für Frisur überhaupt, wurde umgangssprachlich speziell die Schmalztolle oder auch Schmalzlocke. Ein in den 1950er Jahren verbreiteter Kurzhaarschnitt, bei dem die Haare aus der Stirn hoch gekämmt und mit Pomade befestigt werden. Ein bekannter Träger war Elvis Presley. Diese Frisur wird auch als „pompadour“ bezeichnet.

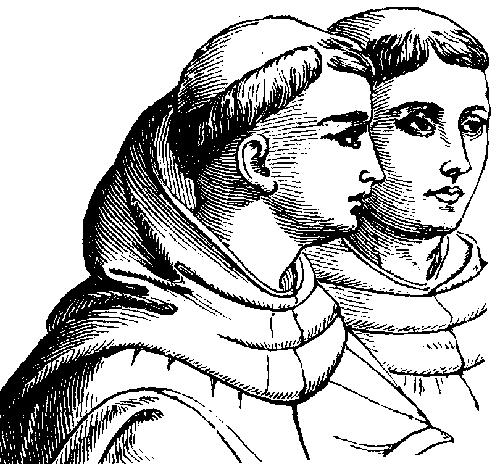
Tonsur

- Tonsur: war eine Art des Haarscherens bei Mönchen, bei der der Schädel bis auf einen kurz gehaltenen Haarkranz rasiert wird.
- Topfschnitt, Reindlschnitt (österreichisch): Das Deckhaar ist länger als das hintere Haar und wird in Höhe der Ohren abgeschnitten. Das Haar unterhalb ist wesentlich kürzer, ohne dass es abgestuft ist.
- Tugendpfeil-Haartracht: In der linksrheinischen Region um Koblenz wurden bis zum Ende des 19. Jahrhunderts von Mädchen die Haarflechten am Hinterkopf zusammen gesteckt und von einer speziellen, besonders breiten Haarnadel, dem „Tugendpfeil“ gehalten. Diese Frisur wurde nur bis zur Vermählung, in der Zeit der sog. Jungfernschaft getragen.
- Turmfrisur:
- „Twists“: ist eine Flechtfrisur, die mit der zweisträhnigen Twisttechnik geflochten wird und durch ihre spiralförmige Optik besticht. Wie Braids und Cornrows haben auch die Twists ihren Ursprung in Afrika.
- Undercut: Hierbei wird die untere Hälfte der Frisur stark gekürzt, die längeren, höher gelegenen Haare jedoch stehen gelassen. Das Ganze sieht demnach aus wie ein sehr breiter Irokesenschnitt, bei dem auch die Nackenpartie rasiert ist. Besonders beliebt unter Goths, Punks und (Industrial)-Metal/Crossover-Fans, seit 2011/2012 wieder in Mode und seither stark verbreitet.

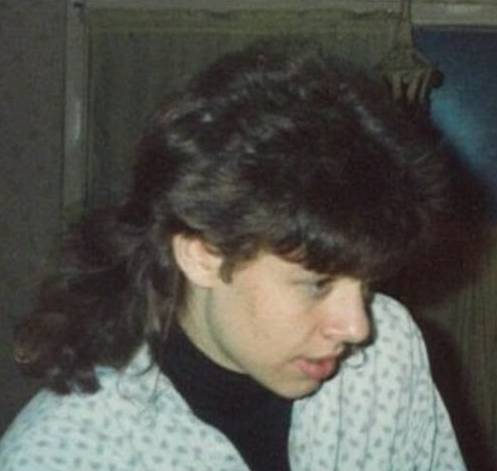
Vokuhila-Frisur

- Vokuhila: Das Kurzwort leitet sich aus der Beschreibung der Frisur ab: vorne kurz, hinten lang. Sie war besonders in den 1980er Jahren modern.
- Wasserwelle: Diese Form der Wellenlegung war besonders in den 1920er und 1930er Jahren beliebt. Dabei werden die Haare im leicht angefeuchteten Zustand mit speziellen Klammern eng am Kopf anliegend zu sanften Wellen geformt, anschließend trocken geföhnt und mit Spray fixiert.
- Zopf: ist eine aus mehreren Haarsträngen geflochtene Frisur.

## Weitere Bedeutungen
Im übertragenen Sinne wird von „frisieren“ gesprochen, wenn Gegenstände durch gezielte Modifikation aufgewertet werden, zum Beispiel von einem „frisierten“ Mofa. Ferner nennt man so die gezielte Abänderung von Rechnungsabschlüssen mit dem Ziel der Bilanzfälschung.